# کارپی ۶۶۲۰۷
سیارک ۶۶۲۰۷ (به انگلیسی: 66207 Carpi، نامگذاری:1999CB1) شصت و شش هزار و دویست و هفتمین سیارک کشف شده‌است که در ۶ فوریه ۱۹۹۹ کشف شد.